# 艾比湖沙拐枣
艾比湖沙拐枣（学名：Calligonum ebi-nuricum）是蓼科沙拐枣属的植物，是中国的特有植物。分布于中国大陆的新疆等地，生长于海拔500米至600米的地区，多生长于半固定沙丘以及沙砾质荒漠，目前尚未由人工引种栽培。